# Жаклин Кенеди Онасис
Жаклин Кенеди (на английски: Jacqueline Lee Bouvier Kennedy Onassis) наричана още Джаки Кенеди, Джаки или Джаки О. е съпруга на президента Джон Кенеди и първа дама на САЩ в периода 1961 – 1963.

## Биография

### Ранни години
Родена е в Саутхамптън (град в щата Ню Йорк, САЩ). Тя е със смесен ирландски, шотландски и английски произход, въпреки че семейството ѝ твърди (няма доказателства), че Бувие е стар френски аристократичен род. Тя има сестра Керълайн, родена през 1933 г. Когато е на 13 години, родителите ѝ се развеждат (1942) и тя преживява тежко развода им и втория брак на майка си. От този брак Жаклин има полусестра Джанет и полубрат Джеймс. Баща ѝ умира през 1957 г.
Любимите ѝ занимания от детството са езда, четене на книги, писане на поезия и рисуване. Тя е много близка с баща си, но отношенията с майка ѝ остават студени и дистанцирани.

### Образование
- 1935 – 42 Чапен – Ню Йорк – начално училище
- 1942 – 44 Холтън Армс – Бетезда, Мериленд – средно училище
- 1944 – 47 Мис Портър – Фармингтън, Кънектикът – гимназия
- 1947 – 49 Васар Колидж – Ню Йорк – първите две години колеж
- 1949 – 50 Университета в Гренобъл и Сорбоната, Париж – третата година на висшето образование
- 1950 – 51 Университета Джордж Вашингтон – Вашингтон (Окръг Колумбия) бакалавърска степен, френска литература

### Бракове

#### Джон Кенеди
Жаклин и Джон Кенеди се срещат няколко пъти в периода 1948 – 1952, но по това време Жаклин е сгодена за друг. Любовният роман между двамата започва след разтрогване на годежа през 1952 г. Сключват брак на 12 септември 1953 г. в Нюпорт, Род Айланд. На сватбата присъстват около 2000 души.
Малко след сватбата Джон Кенеди започва да страда от болки в гърба, вследствие на стари рани и травми от войната и претърпява две операции. Докато се съвзема и оздравява след операциите, под влиянието на жена си написва книгата Образи на смелостта, получила по-късно наградата Пулицър.
По това време Жаклин започва да обзавежда и декорира тяхната къща, както и да купува дрехи на известни дизайнери. От своя страна Кенеди има няколко извънбрачни любовни връзки и периодично проблеми със здравето. Жаклин създава много добри отношения със свекъра си и брата на Джон, Робърт (Боби).
През януари 1960 г. сенаторът Джон Кенеди обявява, че ще се кандидатира за президент, след което започва да работи дълги часове и да обикаля страната. Джаки го подкрепя и участва активно в кампанията. По това време тя научава, че е бременна. Поради един спонтанен аборт и раждане на мъртво дете преди това, лекарите я съветват да остане в къщи. Но тя продължава активно кампанията, като дава интервюта, отговаря на писма и пише всяка седмица във вестниците.
На 8 ноември 1960 г. Джон Кенеди печели изборите с незначителна преднина пред Ричард Никсън. Две седмици по-късно се ражда Джон Ф. Кенеди-младши. Когато съпругът ѝ полага клетва за президент, Джаки все още е неукрепнала сред раждането, но започва да изпълнява функциите си на първа дама. Тя обича да дава интервюта и да бъде фотографирана, но се опитва да държи децата – Каролайн и Джон, далече от пресата.
Реставрирането на Белия дом като архитектурна и исторически забележителна сграда е един от първите и най-важни проекти, които мисис Кенеди започва почти веднага след встъпването. Още при първото си посещение тя е учудена от пренебрежението към историческата значимост – стаите са обзаведени с безлични мебели без особен вкус и приемственост. Първата ѝ задача е да направи семейната резиденция уютна за живот и да я реставрира. Тя добавя кухня и стаи за децата. С нейна помощ е издаден първият указател на Белия дом, от чиито продажби става възможно събирането на средства за по-нататъшна реставрация. На 14 февруари 1962 г. мисис Кенеди кани екип на телевизия CBS в Белия дом и го развежда из отделните стаи, за да направи телевизионните зрители съпричастни към проекта. Жаклин Кенеди става символ на изискан вкус, добри маниери и загриженост за историческото минало на САЩ. С елегантните си тоалети от световноизвестни дизайнери тя става пример за подражание в модата и спечелва сърцата на хиляди почитатели по света.

#### Деца
| Име                   | Роден/а         | Починал/а       | Бележки |
| --------------------- | --------------- | --------------- | --- |
| Мъртвородена дъщеря   | 23 август, 1956 | 23 август, 1956 | Родителите имат намерение да я кръстят Арабела, но на гроба ѝ няма име.                                            |
| Керълайн Бувие Кенеди | 27 ноември 1957 |                 | Женена за Ъруин Шлосбърг, има две дъщери и един син. Тя е единственото останало живо дете на Жаклин и Джон Кенеди. |
| Джон Ф. Кенеди младши | 25 ноември 1960 | 16 юли 1999     | Женен за Керълайн Бесет, умира при самолетна катастрофа през 1999.                                                 |
| Патрик Бувие Кенеди   | 7 август 1963   | 9 август 1963   | Умира от HMD (на английски: hyaline membrane disease).                                                             |

На 21 ноември 1963 г. президентът Кенеди и съпругата му правят официална визита в Тексас, по-специално Сан Антонио и Хюстън. След кратко посещение на военни обекти те летят за Далас. Докато пътуват от летището с откритата президентска лимузина (семейство Кенеди са на задната седалка), президентът е смъртоносно ранен. Джаки пропълзява по задната част на колата към агент от секретните служби. На този ден тя носи розов костюм, който е опръскан с кръвта на президента. Жаклин Кенеди отказва да го свали и продължава да го носи, когато по-късно в самолета, Джонсън (дотогава вицепрезидент) полага клетва като президент на САЩ.
Погребалната церемония е в катедралата „Свети Матей“ (St. Matthew's Cathedral). Джон Кенеди е погребан в националното гробище Арлингтън (Arlington National Cemetery). След погребението Джаки се оттегля от обществения и политически живот. Само на 34 години по време на убийството на Кенеди, със смелостта и силата на характера си тя спечелва възхищението на цял свят.
Остава в Белия дом с децата си две седмици след смъртта на съпруга си, след което прекарва зимата на 1964 г. в Джорджтаун. Жаклин Кенеди продава семейната къща в Атока, Вирджиния и купува луксозен апартамент на 5-о авеню, 1040 – Ню Йорк, с надеждата да има свой личен живот далече от всяка публичност. Тя носи траур в продължение на една година. Дъщеря ѝ Керълайн споделя със своя учител, че майка ѝ често плаче.

#### Аристотел Онасис
На 20 октомври 1968 г. Жаклин Кенеди сключва брак с милионера Аристотел Онасис, гръцки бизнесмен. Четири месеца преди това братът на Джон Кенеди, сенаторът Робърт Кенеди (Боби), е убит в Лос Анджелис. В този момент от живота си Джаки счита, че семейство Кенеди са преследвани и че тя и децата ѝ трябва да напуснат страната. Бракът с Онасис ѝ позволява да направи това, като при това неговите пари могат да осигурят на всички охолно и спокойно съществуване, докато нейното име и известност могат да осигурят на Аристотел обществено положение.
Преди женитбата си Аристотел Онасис дълго време поддържа любовна връзка с Мария Калас, световноизвестната опера певица. Предполага се, че Онасис изоставя Калас, за да се ожени за Джаки, но личната ѝ секретарка твърди в книгата си, че двамата продължават да се срещат тайно в Париж.
Бракът се оказва не много успешен. Новото семейство много рядко е заедно. Появява се напрежение между дъщерята на Онасис от предишен брак, Кристина, и Жаклин, защото всяка от тях вижда в лицето на другата съперница за наследството. Когато Аристотел Онасис умира, Джаки е в Ню Йорк с децата си. Кристина ѝ предлага 26 милиона долара, които тя приема и се отказва да предявява претенции към останалото наследство.

### Последни години
След смъртта на Аристотел Онасис през 1975 г. Жаклин Онасис е отново вдовица. Само на 46 години, но с вече пораснали деца, тя решава да започне работа, но не поради финансова нужда, а заради самата себе си. Тъй като обича журналистиката и литературата, тя приема предложение за работа като редактор във Вайкинг прес (Viking Press). От средата на 70-те години до смъртта ѝ неин спътник в живота е Морис Темпълсмен (роден 1929 г.), индустриалец и търговец на диаманти от белгийски произход.
Жаклин Онасис се отнася положително към приносите на чернокожите автори в американската литература и окуражава Дороти Уест да довърши книгата си „Сватбата“. Това е книга за расизма, класовото разделение, богатството и властта в САЩ. Книгата е публикувана през 1995 г., а през 1998 г. излиза и филм с Хали Бери в главната роля.
Тя работи също в насока да защити и съхрани културното наследство на Щатите. Тя спира разрушаването на исторически къщи. Докато е в Ню Йорк, прави всичко възможно да предотврати разрушаването на централната гара (Grand Central Terminal). Паметна плоча във вътрешността на сградата отбелязва нейната роля за запазването ѝ. През 80-те години тя участва в протести срещу строежа на небостъргачи, които биха засенчвали популярния Сентръл Парк.
През януари 1994 г. тя е диагностицирана с лимфома, тип раково заболяване. Заболяването е обявено пред обществеността през февруари. Към април болестта прогресира и на 18 май тя се прибира в апартамента си в Ню Йорк. Журналисти, приятели и туристи се събират пред нейния дом на 5-о авеню 1040. Умира на 19 май в 22:15 часа, на 64 години. Нейният син Джон Ф. Кенеди-младши (който умира 5 години по-късно) съобщава за смъртта ѝ пред телевизионните камери. Неговите думи са: „Моята майка почина, заобиколена от приятели и роднини, книгите, хората и нещата, които обичаше. Тя го направи по нейния си начин, при нейните условия и ние всички сме щастливи и доволни от това“.
Погребана е до Джон Ф. Кенеди, сина им Патрик и дъщеря им Арабела в националното гробище Арлингтън.